# Krzyżówki (województwo wielkopolskie)
Krzyżówki – wieś w Polsce położona w województwie wielkopolskim, w powiecie kaliskim, w gminie Koźminek.
| SIMC    | Nazwa     | Rodzaj    |
| ------- | --------- | --------- |
| 0201170 | Sokołówka | część wsi |

W latach 1975–1998 miejscowość administracyjnie należała do województwa kaliskiego.